# 龍郷町立赤徳中学校
龍郷町立赤徳中学校（たつごうちょうりつ せきとくちゅうがっこう）は、鹿児島県大島郡龍郷町にある町立中学校。
1953年（昭和28年）に龍郷村立第一中学校から分離して開校。2006年（平成18年）5月1日時点の生徒数は26名であり、各学年1学級だった。